# الیور توئیست
اولیور توئیست (به انگلیسی: Oliver Twist) نام دومین رمان مشهور چارلز دیکنز، نویسنده نامدار انگلیسی است که ابتدا در سال‌های ۱۸۳۷ تا ۱۸۳۹ میلادی به صورت پاورقی در یک ماه‌نامه انگلیسی به نام بنتلیز میسلنی (Bentley's Miscellany) منتشر می‌شد. رمان اجتماعی اولیور تویست برای اولین بار در سال ۱۸۳۸ میلادی به صورت کتاب در پادشاهی متحده منتشر شد.

## شخصیت‌های اصلی
- الیور توئیست - یک پسر یتیم بسیار ساده که هنوز به اقتضای سنش با اجتماع بی‌رحم و زمانه آشنا نشده‌است
- فاگین - یک یهودی که بچه‌های یتیم خیابانی را به جیب بری و دزدی وامی‌دارد
- بیل سایکس - یک دزد بی‌رحم و در نهایت قاتل نانسی
- چارلی بیتز - یکی از پسران یتیم باند فاگین
- نانسی - دوست دختر بیل سایکس. وی یک دختر یتیم بوده که توسط فاگین پرورش یافته و به دزدی وادار شده‌است. اما می‌خواهد زندگی پاک و دور از گناهی را شروع کند
- آقای براون‌لا - نجات‌دهنده الیور و یک مرد نیکوکار

## خلاصه داستان
این کتاب به بررسی اوضاع وخیم یتیم‌خانه‌ها در انگلستان می‌پردازد. اولیور، پسربچهٔ یتیمی که پس از فروخته شدن از طرف یتیم‌خانه به پیرمرد تابوتساز تصمیم می‌گیرد از شهر فرار کند و به لندن برود، در میانهٔ راه با پسری دزد مواجه می‌شود که برای پیرمردی یهودی در لندن کار می‌کند و اولیور را نزد او می‌بَرَد تا ناخواسته آموزش دزدی ببیند. سرانجام، بی‌گناه دستگیر می‌شود. شاکی او، که فردی عاقل است، او را به‌عنوان فرزند در خانه نگهداری می‌کند، اما از بخت بد اولیور در خیابان توسط همان دزدان دزدیده می‌شود و این بار از او برای سرقتی بزرگ استفاده می‌کنند. اولیور در این سرقت تیر می‌خورَد، ولی از سوی همان خانه که قصد دزدی داشته، پذیرفته می‌شود و از او مراقبت می‌شود. سرانجام، شخصی به نام مستعارِ مانکس پیدا می‌شود که برادر اولیور است و قصد کشتن او را دارد و خبر خطر مرگ اولیور به اهالی خانه می‌رسد. ازقضا صاحبان قبلیِ اولیور نیز، که اولیور از پیشِ آن‌ها دزدیده شده بود، او را پیدا می‌کنند و با کمک صاحبانِ حالِ اولیور سعی در نجات او دارند. سرانجام اولیور نجات می‌یابد و تمامی دزدان به سزای خود می‌رسند و اعدام می‌شوند و واقعیت‌ها نیز برملا می‌شود.